# Контра (Виченца)
Контра је насеље у Италији у округу Виченца, региону Венето.
Према процени из 2011. у насељу је живело 136 становника. Насеље се налази на надморској висини од 104 м.